# عنوان بريد إلكتروني
عنوان البريد الإلكتروني (بالإنجليزية: Email address) أو اقتُرح اختصاره بكلمة: العُلوَان هو الذي يحدد صندوق البريد الإلكتروني الذي يتم تسليم الرسائل إليه. قديما كانت أنظمة المراسلة تستخدم مجموعة متنوعة من التنسيقات للعنونة، أما اليوم، فإن عناوين البريد الإلكتروني تتبع مجموعة من القواعد المحددة التي تم توحيدها في الأصل بواسطة فريق مجموعة مهندسي الإنترنت (IETF) في العقد 1980، وتم تحديثها بواسطة طلب التعليقات (RFC 5322) و (RFC 6854). يشير مصطلح عنوان البريد الإلكتروني في هذه المقالة إلى «مواصفات العنوان» في (RFC 5322)، وليس إلى العنوان أو صندوق البريد؛ على سبيل المثال عنوان بدون «اسم عرض».